# Plebejus augustamarginata
Plebejus augustamarginata är en fjärilsart som beskrevs av Tutt 1909. Plebejus augustamarginata ingår i släktet Plebejus och familjen juvelvingar. Inga underarter finns listade i Catalogue of Life.